# سبيس جام: إرث جديد
سبيس جام: إرث جديد أو سبيس جام 2 (بالإنجليزية: Space Jam: A New Legacy)‏ هو فيلم أمريكي صدر عام 2021 من إخراج مالكولم لي،الفيلم هو الجزء الثاني لفيلم سبيس جام. من بطولة ليبرون جيمس،دون شيدل،سونيكا مارتين جرين وسيضم الفيلم شخصيات لوني تيونز مثل:باغز باني،دافي داك،تويتي،بيبي لا بيو ومارفن ذا مارشن.

## روابط خارجية
- الموقع الرسمي
- سبيس جام: إرث جديد على موقع IMDb (الإنجليزية)
- سبيس جام: إرث جديد على موقع ميتاكريتيك (الإنجليزية)
- سبيس جام: إرث جديد على موقع روتن توميتوز (الإنجليزية)
- سبيس جام: إرث جديد على موقع قاعدة بيانات الأفلام العربية
- سبيس جام: إرث جديد على موقع ألو سيني (الفرنسية)
- سبيس جام: إرث جديد على موقع أول موفي (الإنجليزية)
- سبيس جام: إرث جديد على موقع فيلمافينيتي (الإسبانية)
- سبيس جام: إرث جديد على موقع قاعدة بيانات الأفلام السويدية (السويدية)
- سبيس جام: إرث جديد على موقع قاعدة بيانات الفيلم (الإنجليزية)
- سبيس جام: إرث جديد على موقع ليتربوكسد (الإنجليزية)